# 中国小说学会
中国小说学会是中华人民共和国小说理论研究者组成的全国性社会团体，是中国作家协会主管的社会团体，1984年10月12日在天津市成立。